# إدي ديفيدسون
إدي ديفيدسون (بالإنجليزية: Eddie Davidson)‏ هو مجرم أمريكي، ولد في 29 يوليو 1972 في ليكوود في الولايات المتحدة، وتوفي في 24 يوليو 2008 في بينيت في الولايات المتحدة.